# Langwieden
Langwieden település Németországban, Rajna-vidék-Pfalz tartományban. Lakosainak száma 279 fő (2023. december 31.).

## Népesség
A település népességének változása:
| Lakosok száma | 232  | 271  | 265  | 268  | 270  | 279  |
|               | 1975 | 2017 | 2019 | 2021 | 2022 | 2023 |